# Risultati sportivi di Graham Hill

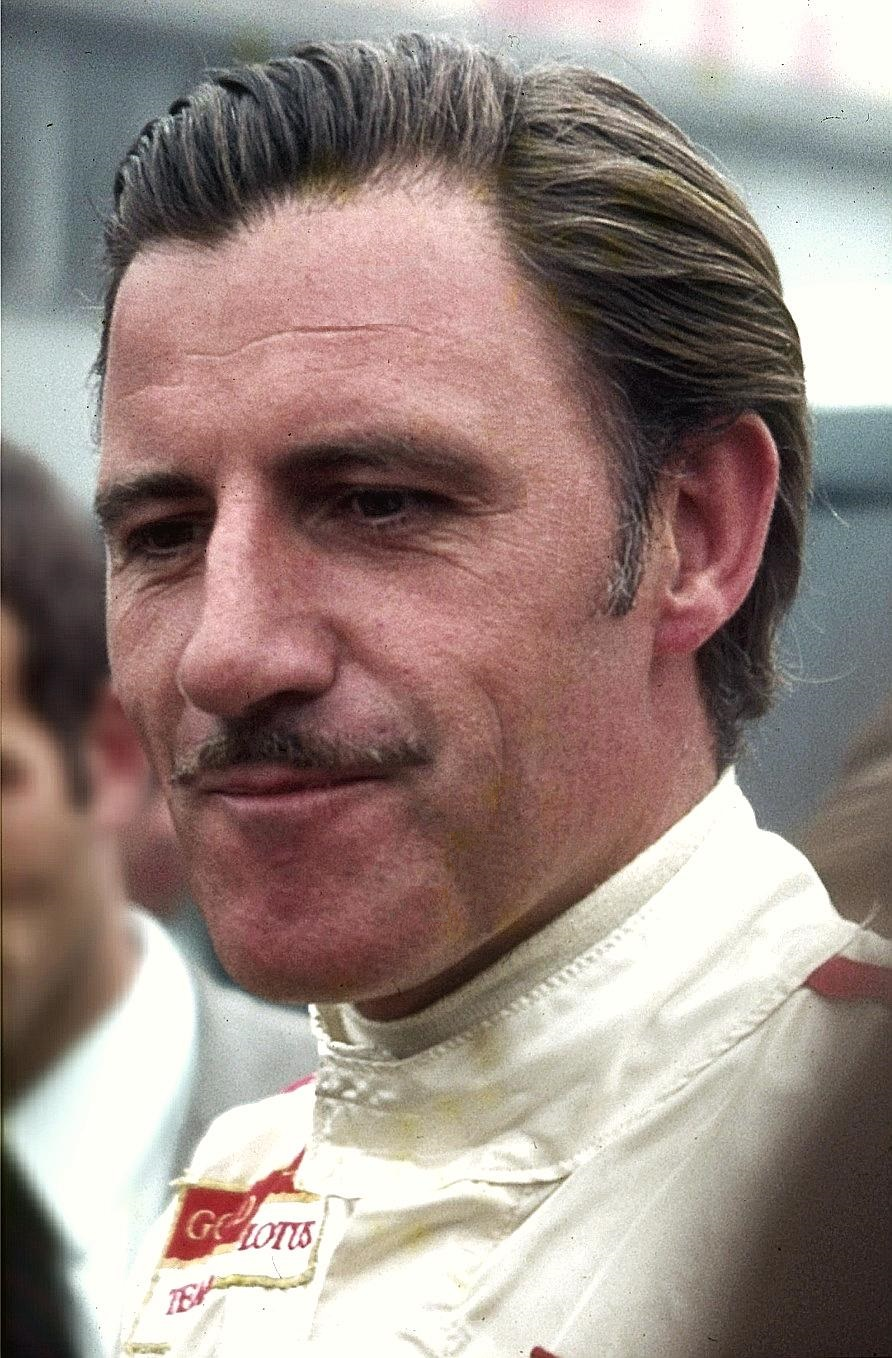
Graham Hill nel 1969.

I risultati sportivi di Graham Hill comprendono i risultati ottenuti in carriera dal pilota automobilistico britannico Graham Hill.

## Formula 2

### Torneo internazionale del Brasile
Risultato ottenuti nel Torneo internazionale del Brasile.
| Anno | Vettura      | 1      | 2      | 3     | 4       | Punti | Pos |
| ---- | ------------ | ------ | ------ | ----- | ------- | ----- | --- |
| 1971 | Brabham BT36 | INT1 6 | INT2 5 | TAR 6 | COR Rit | 4     | 8°  |

### Campionato britannico
Risultati ottenuti nel Campionato britannico di Formula 2 nelle singole stagioni.
| Anno | Vettura                   | 1      | 2        | 3       | 4      | 5       | 6      | Punti | Pos |
| ---- | ------------------------- | ------ | -------- | ------- | ------ | ------- | ------ | ----- | --- |
| 1957 |                           |        |          |         |        |         |        | 5     | 7°  |
| 1958 |                           |        |          |         |        |         |        | 9     | 11° |
| 1959 |                           |        |          |         |        |         |        | 10    | 14° |
| 1964 | Cooper T71 Brabham BT10   | AIN    | MAL      | CRY 2   | BRA 3  | OUL Rit | SNE    | 0     | -   |
| 1965 | Brabham BT16 Lotus 35     | SIL NP | OUL1 Rit | SNE 1   | CRY 2  | BRA 4   | OUL2 3 | 22    | 2°  |
| 1966 | Brabham BT16              | OUL NP | GWD 5    | CRY     | BRA    |         |        | 2     | 7°  |
| 1967 | Lotus 48                  | SNE 2  | SIL 12   | MAL     | CRY    | BRA 7   |        | 6     | 8°  |
| 1972 | Brabham BT36 Brabham BT38 | MAL    | OUL1     | JOC Rit | CRY NQ | OUL2    |        | 0     | -   |

### Campionato europeo
Risultati ottenuti nel Campionato europeo di Formula 2 nelle singole stagioni.
| Anno | Vettura            | 1        | 2       | 3        | 4       | 5       | 6       | 7     | 8     | 9     | 10    | 11   | 12    | 13  | 14     |
| ---- | ------------------ | -------- | ------- | -------- | ------- | ------- | ------- | ----- | ----- | ----- | ----- | ---- | ----- | --- | ------ |
| 1967 | Lotus 48 Lotus 41B | SNE 2    | SIL NC  | NÜR 15   | HOC     | TUL 6   | JAR Rit | ZAN   | PER 7 | BRA 7 | VAL 8 |      |       |     |        |
| 1968 | Lotus 48           | HOC1 Rit | THR     | JAR Rit  | ZOL     | CRY Rit | TUL Rit | ZAN   | PER   | HOC2  | VAL 7 |      |       |     |        |
| 1969 | Lotus 59 Lotus 59B | THR Rit  | HOC     | NÜR Rit  | JAR     | TUL 3   | PER 6   | VAL   |       |       |       |      |       |     |        |
| 1970 | Lotus 69           | THR      | HOC1    | MON      | ROU NQ  | PER     | TUL     | IMO   | HOC2  |       |       |      |       |     |        |
| 1971 | Brabham BT36       | HOC 2    | THR 1   | NÜR 5    | JAR     | CRY NQ  | ROU 3   | MAN   | TUL   | ALB 5 | VAL1  | VAL2 |       |     |        |
| 1972 | Brabham BT36       | MAL      | THR Rit | HOC1 Rit | PAU Rit | CRY NQ  | HOC2    | ROU 7 | ÖST   | IMO 5 | MAN   | PER  | SAL 4 | ALB | HOC3 5 |

## Formula 1

### Campionato mondiale

#### Vittorie
Vittorie ottenute nel campionato mondiale.
|                                                                                              | Anno | Gara                                    | Circuito                       | Vettura   | Motore            | Note          |
| -------------------------------------------------------------------------------------------- | ---- | --------------------------------------- | ------------------------------ | --------- | ----------------- | ------------- |
| 1                                                                                            | 1962 | Gran Premio d'Olanda                    | Circuito di Zandvoort          | BRM P57   | BRM V8            |               |
| 2                                                                                            | 1962 | Gran Premio di Germania                 | Nürburgring                    | BRM P57   | BRM V8            | Giro Veloce   |
| 3                                                                                            | 1962 | Gran Premio d'Italia                    | Circuito di Monza              | BRM P57   | BRM V8            | Giro Veloce   |
| 4                                                                                            | 1962 | Gran Premio del Sudafrica               | Prince George Circuit          | BRM P57   | BRM V8            |               |
| 5                                                                                            | 1963 | Gran Premio di Monaco                   | Circuito di Monaco             | BRM P57   | BRM V8            |               |
| 6                                                                                            | 1963 | Gran Premio degli Stati Uniti d'America | Watkins Glen International     | BRM P57   | BRM V8            | Pole Position |
| 7                                                                                            | 1964 | Gran Premio di Monaco                   | Circuito di Monaco             | BRM P261  | BRM V8            | Giro Veloce   |
| 8                                                                                            | 1964 | Gran Premio degli Stati Uniti d'America | Watkins Glen International     | BRM P261  | BRM V8            |               |
| 9                                                                                            | 1965 | Gran Premio di Monaco                   | Circuito di Monaco             | BRM P261  | BRM V8            | Hat Trick     |
| 10                                                                                           | 1965 | Gran Premio degli Stati Uniti d'America | Watkins Glen International     | BRM P261  | BRM V8            | Hat Trick     |
| 11                                                                                           | 1968 | Gran Premio di Spagna                   | Circuito permanente del Jarama | Lotus 49  | Ford Cosworth DFV |               |
| 12                                                                                           | 1968 | Gran Premio di Monaco                   | Circuito di Monaco             | Lotus 49B | Ford Cosworth DFV | Pole Position |
| 13                                                                                           | 1968 | Gran Premio del Messico                 | Autodromo Hermanos Rodríguez   | Lotus 49B | Ford Cosworth DFV |               |
| 14                                                                                           | 1969 | Gran Premio di Monaco                   | Circuito di Monaco             | Lotus 49B | Ford Cosworth DFV |               |
| Le gare evidenziate in giallo indicano un hat trick (pole position, giro veloce e vittoria). |      |                                         |                                |           |                   |               |

#### Classifica piloti
Risultati ottenuti nella classifica piloti del campionato mondiale di Formula 1 nelle singole stagioni.
| 1958 | Scuderia | Vettura |  |     |     |  |     |     |     |     |     |   |    |  |  |  |  | Punti | Pos. |
| ---- | -------- | ------- |  | --- | --- |  | --- | --- | --- | --- | --- | - | -- |  |  |  |  | ----- | ---- |
| 1958 | Lotus    | 12 e 16 |  | Rit | Rit |  | Rit | Rit | Rit | Rit | Rit | 6 | 16 |  |  |  |  | 0     |      |

| 1959 | Scuderia | Vettura |     |  |   |     |   |     |     |     |  |  |  |  |  |  |  | Punti | Pos. |
| ---- | -------- | ------- | --- |  | - | --- | - | --- | --- | --- |  |  |  |  |  |  |  | ----- | ---- |
| 1959 | Lotus    | 16      | Rit |  | 7 | Rit | 9 | Rit | Rit | Rit |  |  |  |  |  |  |  | 0     |      |

| 1960 | Scuderia | Vettura   |     |   |  |   |     |     |     |     |  |     |  |  |  |  |  | Punti | Pos. |
| ---- | -------- | --------- | --- | - |  | - | --- | --- | --- | --- |  | --- |  |  |  |  |  | ----- | ---- |
| 1960 | BRM      | P25 e P48 | Rit | 7 |  | 3 | Rit | Rit | Rit | Rit |  | Rit |  |  |  |  |  | 4     | 15º  |

| 1961 | Scuderia | Vettura   |     |   |     |   |     |     |     |   |  |  |  |  |  |  |  | Punti | Pos. |
| ---- | -------- | --------- | --- | - | --- | - | --- | --- | --- | - |  |  |  |  |  |  |  | ----- | ---- |
| 1961 | BRM      | P48 e P57 | Rit | 8 | Rit | 6 | Rit | Rit | Rit | 5 |  |  |  |  |  |  |  | 3     | 16º  |

| 1962 | Scuderia | Vettura |   |   |   |   |   |   |   |   |   |  |  |  |  |  |  | Punti   | Pos. |
| ---- | -------- | ------- | - | - | - | - | - | - | - | - | - |  |  |  |  |  |  | ------- | ---- |
| 1962 | BRM      | P57     | 1 | 6 | 2 | 9 | 4 | 1 | 1 | 2 | 1 |  |  |  |  |  |  | 42 (52) | 1º   |

| 1963 | Scuderia | Vettura   |   |     |     |   |   |     |    |   |   |   |  |  |  |  |  | Punti | Pos. |
| ---- | -------- | --------- | - | --- | --- | - | - | --- | -- | - | - | - |  |  |  |  |  | ----- | ---- |
| 1963 | BRM      | P57 e P61 | 1 | Rit | Rit | 3 | 3 | Rit | 16 | 1 | 4 | 3 |  |  |  |  |  | 29    | 2º   |

| 1964 | Scuderia | Vettura |   |   |   |   |   |   |     |     |   |    |  |  |  |  |  | Punti   | Pos. |
| ---- | -------- | ------- | - | - | - | - | - | - | --- | --- | - | -- |  |  |  |  |  | ------- | ---- |
| 1964 | BRM      | P261    | 1 | 4 | 5 | 2 | 2 | 2 | Rit | Rit | 1 | 11 |  |  |  |  |  | 39 (41) | 2º   |

| 1965 | Scuderia | Vettura |   |   |   |   |   |   |   |   |   |     |  |  |  |  |  | Punti   | Pos. |
| ---- | -------- | ------- | - | - | - | - | - | - | - | - | - | --- |  |  |  |  |  | ------- | ---- |
| 1965 | BRM      | P261    | 3 | 1 | 5 | 5 | 2 | 4 | 2 | 2 | 1 | Rit |  |  |  |  |  | 40 (47) | 2º   |

| 1966 | Scuderia | Vettura    |   |     |     |   |   |   |     |     |     |  |  |  |  |  |  | Punti | Pos. |
| ---- | -------- | ---------- | - | --- | --- | - | - | - | --- | --- | --- |  |  |  |  |  |  | ----- | ---- |
| 1966 | BRM      | P261 e P83 | 3 | Rit | Rit | 3 | 2 | 4 | Rit | Rit | Rit |  |  |  |  |  |  | 17    | 5º   |

| 1967 | Scuderia | Vettura     |     |   |     |     |     |     |     |   |     |   |     |  |  |  |  | Punti | Pos. |
| ---- | -------- | ----------- | --- | - | --- | --- | --- | --- | --- | - | --- | - | --- |  |  |  |  | ----- | ---- |
| 1967 | Lotus    | 43, 33 e 49 | Rit | 2 | Rit | Rit | Rit | Rit | Rit | 4 | Rit | 2 | Rit |  |  |  |  | 15    | 7º   |

| 1968 | Scuderia | Vettura |   |   |   |     |   |     |     |   |     |   |   |   |  |  |  | Punti | Pos. |
| ---- | -------- | ------- | - | - | - | --- | - | --- | --- | - | --- | - | - | - |  |  |  | ----- | ---- |
| 1968 | Lotus    | 49      | 2 | 1 | 1 | Rit | 9 | Rit | Rit | 2 | Rit | 4 | 2 | 1 |  |  |  | 48    | 1º   |

| 1969 | Scuderia | Vettura |   |     |   |   |   |   |   |   |     |     |  |  |  |  |  | Punti | Pos. |
| ---- | -------- | ------- | - | --- | - | - | - | - | - | - | --- | --- |  |  |  |  |  | ----- | ---- |
| 1969 | Lotus    | 49B     | 2 | Rit | 1 | 7 | 6 | 7 | 4 | 9 | Rit | Rit |  |  |  |  |  | 19    | 7º   |

| 1970 | Scuderia   | Vettura   |   |   |   |     |    |    |   |     |  |    |    |     |     |  |  | Punti | Pos. |
| ---- | ---------- | --------- | - | - | - | --- | -- | -- | - | --- |  | -- | -- | --- | --- |  |  | ----- | ---- |
| 1970 | Rob Walker | 49C e 72C | 6 | 4 | 5 | Rit | NC | 10 | 6 | Rit |  | NP | NC | Rit | Rit |  |  | 7     | 13º  |

| 1971 | Scuderia | Vettura     |   |     |     |    |     |     |   |   |     |     |   |  |  |  |  | Punti | Pos. |
| ---- | -------- | ----------- | - | --- | --- | -- | --- | --- | - | - | --- | --- | - |  |  |  |  | ----- | ---- |
| 1971 | Brabham  | BT33 e BT34 | 9 | Rit | Rit | 10 | Rit | Rit | 9 | 5 | Rit | Rit | 7 |  |  |  |  | 2     | 21º  |

| 1972 | Scuderia | Vettura     |     |   |    |    |     |    |     |   |     |   |   |    |  |  |  | Punti | Pos. |
| ---- | -------- | ----------- | --- | - | -- | -- | --- | -- | --- | - | --- | - | - | -- |  |  |  | ----- | ---- |
| 1972 | Brabham  | BT37 e BT42 | Rit | 6 | 10 | 12 | Rit | 10 | Rit | 6 | Rit | 5 | 8 | 11 |  |  |  | 4     | 15º  |

| 1973 | Scuderia | Vettura |  |  |  |     |   |     |     |    |     |    |    |     |    |    |    | Punti | Pos. |
| ---- | -------- | ------- |  |  |  | --- | - | --- | --- | -- | --- | -- | -- | --- | -- | -- | -- | ----- | ---- |
| 1973 | Shadow   | DN1     |  |  |  | Rit | 9 | Rit | Rit | 10 | Rit | NC | 13 | Rit | 14 | 16 | 13 | 0     |      |

| 1974 | Scuderia | Vettura |     |    |    |     |   |   |   |     |    |    |   |    |   |    |   | Punti | Pos. |
| ---- | -------- | ------- | --- | -- | -- | --- | - | - | - | --- | -- | -- | - | -- | - | -- | - | ----- | ---- |
| 1974 | Lola     | T370    | Rit | 11 | 12 | Rit | 8 | 7 | 6 | Rit | 13 | 13 | 9 | 12 | 8 | 14 | 8 | 1     | 18º  |

| 1975 | Scuderia  | Vettura  |    |    |    |  |    |  |  |  |  |  |  |  |  |  |  | Punti | Pos. |
| ---- | --------- | -------- | -- | -- | -- |  | -- |  |  |  |  |  |  |  |  |  |  | ----- | ---- |
| 1975 | Lola Hill | T370 GH1 | 10 | 12 | NQ |  | NQ |  |  |  |  |  |  |  |  |  |  | 0     |      |

| Legenda | 1º posto     | 2º posto | 3º posto    | A punti         | Senza punti/Non class.  | Grassetto – Pole position Corsivo – Giro più veloce |
| Legenda | Squalificato | Ritirato | Non partito | Non qualificato | Solo prove/Terzo pilota | Grassetto – Pole position Corsivo – Giro più veloce |

#### Riepilogo costruttori
Risultati ottenuti nel campionato mondiale con i singoli costruttori.
| Costruttori | Stagioni             | Gare | Pole | Giri veloci | Vittorie | Podi | Punti | Titoli mondiali |
| ----------- | -------------------- | ---- | ---- | ----------- | -------- | ---- | ----- | --------------- |
| Lotus       | 1958-1959, 1966-1970 | 59   | 5    | 2           | 4        | 10   | 89    | 1968            |
| BRM         | 1960-1966            | 64   | 8    | 8           | 10       | 26   | 193   | 1962            |
| Brabham     | 1971-1972            | 23   | 0    | 0           | 0        | 0    | 6     | -               |
| Shadow      | 1973                 | 12   | 0    | 0           | 0        | 0    | 0     | -               |
| Lola        | 1974-1975            | 17   | 0    | 0           | 0        | 0    | 1     | -               |
| Hill        | 1975                 | 1    | 0    | 0           | 0        | 0    | 0     | -               |

### Gare extracampionato
Risultati ottenuti nei gran premi non validi per il campionato mondiale nelle singole stagioni.
| Anno    | Scuderia                      | Vettura                         | 1       | 2       | 3       | 4       | 5       | 6       | 7       | 8       | 9   | 10     | 11  | 12    | 13    | 14      | 15  | 16      | 17    | 18  | 19      | 20     | 21  |
| ------- | ----------------------------- | ------------------------------- | ------- | ------- | ------- | ------- | ------- | ------- | ------- | ------- | --- | ------ | --- | ----- | ----- | ------- | --- | ------- | ----- | --- | ------- | ------ | --- |
| 1957    | Cooper Car Company            | Cooper T43 (F2)                 | SIR     | PAU     | GLV     | NAP     | RMS     | CAE     | INT 13  | MOD     | MAR |        |     |       |       |         |     |         |       |     |         |        |     |
| 1958    | Lotus                         | Lotus 12 Lotus 12 (F2)          | GLV Rit | SIR     | AIN 7   | INT 8   | CAE     |         |         |         |     |        |     |       |       |         |     |         |       |     |         |        |     |
| 1959    | Lotus                         | Lotus 16                        | GLV Rit | AIN 11  | INT Rit | OUL 5   | SIL Rit |         |         |         |     |        |     |       |       |         |     |         |       |     |         |        |     |
| 1960    | BRM                           | BRM P48                         | GLV 5   | INT 3   | SIL 2   | LOM Rit | OUL 3   |         |         |         |     |        |     |       |       |         |     |         |       |     |         |        |     |
| 1961    | BRM                           | BRM P48/57                      | LOM     | GLV 2   | PAU     | BRX     | VIE     | AIN 3   | SIR Rit | NAP     | LON | SIL 13 | SOL | KAN   | DAN   | MOD 7   | FLG | OUL Rit | LEW   | CIT | RAN     | NAT    | RSA |
| 1962    | BRM Rob Walker Racing Team    | BRM P57 Lotus 18/21 Lotus 24    | CAP     | BRX SQ  | LOM 2   | LAV     | GLV 1   | PAU     | AIN Rit | INT 1   | NAP | GUI 3  | CRY | RMS 2 | SOL   | KAN Rit | MED | DAN     | OUL 2 | MEX | RAN Rit | NAT NC |     |
| 1963    | BRM                           | BRM P57                         | LOM 1   | GLV 9   | PAU     | IMO     | SIR     | AIN 1   | INT Rit | ROM     | SOL | KAN    | MED | AUT   | OUL 3 | RAN     |     |         |       |     |         |        |     |
| 1964    | BRM John Willment Automobiles | BRM P261 Brabham BT11           | DMT Rit | NWT Rit | SIR     | AIN 2   | INT 2   | SOL Rit | MED     | RAN 1   |     |        |     |       |       |         |     |         |       |     |         |        |     |
| 1965    | BRM                           | BRM P261                        | ROC Rit | SIR     | SMT 2   | INT Rit | MED     | RAN     |         |         |     |        |     |       |       |         |     |         |       |     |         |        |     |
| 1966    | BRM                           | BRM P83                         | RSA     | SIR     | INT     | OUL Rit |         |         |         |         |     |        |     |       |       |         |     |         |       |     |         |        |     |
| 1967    | Lotus                         | Lotus 48 (F2) Lotus 33 Lotus 49 | ROC     | SPR 8   | INT 4   | SIR     | OUL 3   | ESP 2   |         |         |     |        |     |       |       |         |     |         |       |     |         |        |     |
| 1968    | Lotus                         | Lotus 49 Lotus 49B              | ROC Rit | INT Rit | OUL Rit |         |         |         |         |         |     |        |     |       |       |         |     |         |       |     |         |        |     |
| 1969    | Lotus                         | Lotus 49B Lotus 59B             | ROC 2   | INT 7   | MAD     | OUL Rit |         |         |         |         |     |        |     |       |       |         |     |         |       |     |         |        |     |
| 1970    | Rob Walker Racing Team        | Lotus 49C Lotus 72C             | ROC 5   | INT 9   | OUL Rit |         |         |         |         |         |     |        |     |       |       |         |     |         |       |     |         |        |     |
| 1971    | Brabham                       | Brabham BT34                    | ARG     | ROC Rit | QUE Rit | SPR     | INT 1   | RIN     | OUL     | VIC Rit |     |        |     |       |       |         |     |         |       |     |         |        |     |
| 1972    | Brabham                       | Brabham BT37                    | ROC     | BRA     | INT 7   | OUL     | REP     | VIC Rit |         |         |     |        |     |       |       |         |     |         |       |     |         |        |     |
| 1973    | Embassy Hill                  | Brabham BT37                    | ROC Rit | INT     |         |         |         |         |         |         |     |        |     |       |       |         |     |         |       |     |         |        |     |
| 1974    | Embassy Hill                  | Lola T370                       | PRE     | ROC NC  | INT Rit |         |         |         |         |         |     |        |     |       |       |         |     |         |       |     |         |        |     |
| 1975    | Embassy Hill                  | Hill GH1                        | ROC     | INT 11  | SWI     |         |         |         |         |         |     |        |     |       |       |         |     |         |       |     |         |        |     |
| Legenda |                               |                                 |         |         |         |         |         |         |         |         |     |        |     |       |       |         |     |         |       |     |         |        |     |

## USAC Championship Car
Risultati ottenuti nella USAC Championship Car nelle singole partecipazioni.
| Anno | Vettura   | Motore          | Gara                            | Pos |
| ---- | --------- | --------------- | ------------------------------- | --- |
| 1963 | Thompson  | Chevy           | 500 Miglia di Indianapolis 1963 | NQ  |
| 1966 | Lola T90  | Ford            | 500 Miglia di Indianapolis 1966 | 1   |
| 1967 | Lotus 42F | Ford            | 500 Miglia di Indianapolis 1967 | 32  |
| 1968 | Lotus 56  | Pratt & Whitney | 500 Miglia di Indianapolis 1968 | 19  |
| 1968 | Lotus 56  | Pratt & Whitney | Telegraph Trophy 200 1968       | NQ  |

## Formula Tasman
Risultati ottenuti in Formula Tasman nelle singole stagioni.
| Anno | Vettura       | 1       | 2       | 3     | 4       | 5     | 6       | 7       | 8     | Pos | Punti   |
| ---- | ------------- | ------- | ------- | ----- | ------- | ----- | ------- | ------- | ----- | --- | ------- |
| 1964 | Brabham BT4   | LEV     | NZL     | LWT   | TER     | AUS   | WAF 4   | LAK     | SPT 1 | 6°  | 12      |
| 1965 | Brabham BT11A | NZL 1   | LEV     | LWT   | TER     | SID 5 | SAN Rit | AUS 4   |       | 7°  | 14      |
| 1966 | BRM P261      | NZL 1   | LEV     | LWT   | TER     | TAS 2 | AUS 1   | SAN (3) | EXA 2 | 2°  | 30 (34) |
| 1967 | Lotus 48      | NZL     | LWT     | LAK   | AUS Rit | SAN   | SPT     |         |       | NC  | 0       |
| 1968 | Lotus 49T     | NZL     | LEV     | LWT   | TER     | SUR 2 | WAR 2   | AUS 3   | SPT 6 | 4°  | 17      |
| 1969 | Lotus 49T     | NZL Rit | LEV Rit | LWT 2 | TER 2   | AUS 4 | WAR 11  | SAN 6   |       | 5°  | 16      |

## 24 Ore di Le Mans
Risultati ottenuti nella 24 Ore di Le Mans nelle singole partecipazioni.
| Anno | Costruttore                | Vettura            | Equipaggio      | Categoria | Pos. assoluta |
| ---- | -------------------------- | ------------------ | --------------- | --------- | ------------- |
| 1958 | Team Lotus                 | Lotus 15           | Cliff Allison   | S 2.0     | Rit           |
| 1959 | Team Lotus                 | Lotus 15           | Derek Jolly     | S 2.0     | Rit           |
| 1960 | Porsche KG                 | Porsche 718/4 RS   | Jo Bonnier      | S 2.0     | Rit           |
| 1961 | North American Racing Team | Ferrari 250 GT SWB | Stirling Moss   | GT3.0     | Rit           |
| 1962 | David Brown Organization   | Aston Martin DP212 | Richie Ginther  | Exp 4.0   | Rit           |
| 1963 | British Racing Motors      | Rover-BRM          | Richie Ginther  | Exp       | NC            |
| 1964 | Maranello Concessionaries  | Ferrari 330P       | Jo Bonnier      | P 4.0     | 2°            |
| 1965 | British Racing Motors      | Rover-BRM          | Jackie Stewart  | P 2.0     | 10°           |
| 1966 | Alan Mann Racing           | Ford GT40 Mk.II    | Brian Muir      | P 7.0     | Rit           |
| 1972 | Matra-Simca Shell          | Matra-SIMCA MS670  | Henri Pescarolo | S 3.0     | 1°            |